# Фусаџиро Јамаучи
Фусаџиро Јамамучи (јап. 山内 房治郎, романизовано: Yamauchi Fusajirō; 22. новембар 1859 − 1. јануар 1940) био је јапански привредник и оснивач компаније која је данас позната под називом Нинтендо.

## Биографија
Дана 7. новембра 1889. Фусаџиро је отворио прву продавницу карата под називом Ханафуда („цветне карте”)  под називом Нинтендо Копаи, у време када је јапанска влада забранила играње карата због повезаности са коцкањем.   У наредном периоду Фуџасиро је отворио нове радње и у другим јапанским градовима, а такође је измислио и бројне нове карташке игре. 
Компанију коју је напустио 1929. преузео је његов зет Секирио Канедариу који је потом преузео тастово презиме као бренд. Преминуо је од последица можданог удара.